# Zimba-Mondia
El equipo Zimba-Mondia fue un equipo ciclista suizo de ciclismo en ruta que compitió profesionalmente de 1967 a 1969, aunque el 1966 ya había corrido alguna cursa. Estuvo dirigido por los exciclistes Ferdi Kübler y Fritz Pfenninger. Desapareció al fusionarse con el equipo G.B.C..

## Principales resultados
- Tour norteño-oeste de Suiza: Peter Abt (1967), Louis Pfenninger (1969)
- Vuelta en Suiza: Louis Pfenninger (1968)

### A las grandes vueltas
- Giro de Italia
  - 0 participaciones

- Tour de Francia
  - 0 participaciones

- Vuelta en España
  - 0 participaciones